# L'Ivresse du cœur
L'Ivresse du cœur (My Name Is Sarah) est un téléfilm américain réalisé par Paul A. Kaufman et diffusé le 28 mai 2007 sur Lifetime.

## Fiche technique
- Titre original : My Name Is Sarah
- Réalisateur : Paul A. Kaufman
- Scénario : Julie Brazier
- Photographie : Robert Aschmann
- Musique : James McVay
- Société de production : Legacy Filmworks
- Durée : 88 minutes
- Pays : États-Unis

## Distribution
- Jennifer Beals (VF : Danièle Douet) : Sarah Winston
- Peter Outerbridge (VF : Éric Legrand) : Charlie Peterson
- Nolan Gerard Funk : Kit Peterson
- Crystal Buble : Darla
- Sarah Edmondson (en) : Olivia
- Steven Cree Molison : Hank
- Ken Kramer : Leo
- Eve Harlow : Lola
- Catherine Thomas : l'infirmière
- Rukiya Bernard : Barista